# Gedung Jambu
Gedung Jambu is een bestuurslaag in het regentschap Tanggamus van de provincie Lampung, Indonesië. Gedung Jambu telt 556 inwoners (volkstelling 2010).